# 阿圖羅·迪·莫迪卡
阿圖羅·迪·莫迪卡（英語：Arturo Di Modica，1941年1月26日—2021年2月19日），是一位意大利雕塑家，以他在1989年12月15日黎明前留下的紐約證券交易所外的「華爾街銅牛」雕塑而廣為人知。
在1960年代，英國雕塑家亨利·摩爾和莫迪卡在意大利相識後，亨利·摩爾給予莫迪卡的暱稱是「年輕的米開朗基羅 」。

## 早年生活
阿圖羅·迪·莫迪卡於1941年1月26日出生於西西里島拉古薩省的一個小鎮維多利亞。他的父親朱塞佩經營一家雜貨店，母親安吉拉則是一名家庭主婦 。迪莫迪卡在成長的環境中受到啟發，他曾在2017年告訴一位採訪者，他小時候喜歡在工匠作坊閒逛，觀察他們編織籃子和雕刻木車 。然而，由於父親不贊成他成為一名藝術家，迪莫迪卡在18歲時離家出走，搭乘火車前往佛羅倫斯追求他的雕塑事業。
抵達佛羅倫薩後，他就讀於佛羅倫薩美術學院，並在裸體自由學校學習了幾年。為了養活自己，他從事過各種工作，包括在醫院的X光部門工作以及在當地車庫當機械師。由於無法負擔當地鑄造廠的費用，他在自家建造的鑄造廠裡使用自己的鍛造和金屬加工工具，回收材料並鑄造青銅器
。

## 作品

### 華爾街銅牛
1987年10月19日，黑色星期一襲擊了美國金融市場，使整個國家陷入了困難時期。迪莫迪卡對美國的接納和他在此取得的成功感到感激。為了回饋社會，他構思了華爾街銅牛雕塑。據迪莫迪卡回憶，他在接下來的兩年裡自費創作了一個高達16英尺的青銅雕塑，估計成本達到了350,000美元。這座雕塑是在他位於克羅斯比街的工作室中創作的，然後由當地一家鑄造廠鑄造而成。完成後，迪莫迪卡在接下來的幾個晚上都在觀察華爾街的警察巡邏，試圖找到機會來放置雕塑。最終，在1989年12月15日的黎明前，迪莫迪卡和一群朋友來到一輛卡車的後座上，發現一棵高達40英尺的聖誕樹已經被安裝在他原本計劃放置雕塑的地方。在警察巡邏間隙僅有四分鐘的時間，他宣布「把公牛扔到樹下——這是我的禮物。」這個深夜事件迅速成為全球新聞的焦點，甚至登上了《紐約郵報》的頭版。
迪莫迪卡站在雕塑旁邊迎接早起的上班族，然而，就在他外出吃午飯時，紐約證券交易所安排將雕塑移走的事件發生。由於公眾對公牛回歸的需求，公園專員亨利·斯特恩於12月20日在滾球綠地安排了這座雕塑的安裝，至今仍可以在那裡找到它。
迪莫迪卡最初的意圖是激勵每一個接觸到雕塑的人，在未來困難的歲月中堅持並以力量和決心戰鬥下去。在與藝術評論家兼作家安東尼·哈登-格斯特的交談中，迪莫迪卡後來解釋說：「即使在事情變得極為糟糕的時候，你仍然有能力去採取行動。你可以依靠自己去完成。這個意象強調了堅強的必要性。」